# Morong (Rizal)
Morong ist eine philippinische Stadtgemeinde in der Provinz Rizal, in der Verwaltungsregion IV, Calabarzon. Sie hat 58.118 Einwohner (Zensus 1. August 2015), die in 8 Barangays lebten. Sie wird als Gemeinde der zweiten Einkommensklasse auf den Philippinen und als teilweise urbanisiert eingestuft. 
Morong liegt am nördlichen Ufer des größten Binnensees der Philippinen, des Laguna de Bay. Ihre Nachbargemeinden sind Binangonan im Westen, Teresa im Norden, Tanay und Baras im Osten und Cardona im Südwesten. Die Topographie der Gemeinde ist gekennzeichnet durch die südlichen Ausläufer der Zentralen Luzon-Ebene.  

## Baranggays
- Bombongan
- Caniogan-Calero-Lanang
- Lagundi
- Maybancal
- San Guillermo
- San Pedro (Pob.)
- San Jose (Pob.)
- San Juan (Pob.)

## Weblink
- Informationen der Philippine Statistics Authority über Morong